# Virgen de la Consolación (Santa Cruz de Tenerife)
Nuestra Señora de la Consolación es una advocación de la Virgen María que se venera en la ciudad de Santa Cruz de Tenerife (Islas Canarias, España). Es la histórica patrona de la ciudad desde su fundación en la época de la conquista de Canarias.

## Características
La advocación de la Virgen de la Consolación es venerada en gran cantidad de países. Alude a la Virgen María como defensora del Apocalipsis como libro fundamental para el consuelo de los cristianos. En Italia es la patrona de la ciudad de Turín, en donde se la venera en el Santuario de la Consolata. Pero es sobre todo en España en donde su culto está más extendido, especialmente en la zona sur, de donde provenían gran cantidad de los castellanos que participaron en la conquista de Tenerife.
Existen dos imágenes de la Virgen de la Consolación que se veneran en la ciudad de Santa Cruz de Tenerife. Una de ellas, (la original) es una talla de apenas 46 centímetros de altura. Dicha imagen, de posible factura sevillana o borgoñesa fue la que trajeron a la ciudad las huestes del Adelantado Alonso Fernández de Lugo. Se trata de una imagen cuyas formas recuerdan a la estatuaria medieval, con características sajonas. Es del tipo de las llamadas imágenes de campaña, es decir, tallas de pequeñas dimensiones realizadas para evangelizar, de fácil transporte debido a sus reducidas dimensiones. En Canarias existen algunos ejemplos de este tipo, tales como la Virgen de la Peña en Fuerteventura y la Virgen de la Cuevita en Artenara (Gran Canaria). Las manos originales de la Virgen de la Consolación no se conservan, si bien en la actualidad tiene unas postizas. Se piensa que en una de sus manos originalmente portaba un libro, posiblemente abierto.
La imagen original de la Virgen de la Consolación es una de las imágenes cristianas más antiguas del Archipiélago Canario y actualmente la más antigua de Tenerife puesto que está datada en el siglo XV. Se estima que posiblemente sea la tercera imagen mariana más antigua de Canarias tras la de la Virgen de las Nieves y la citada Virgen de la Peña, patronas de las islas de La Palma y Fuerteventura respectivamente. Esta primitiva efigie fue reemplazada por otra de vestir y de mayor tamaño que se encuentra actualmente en la Parroquia de San Francisco de Asís. Se trata de una imagen de candelero, vestida conforme al gusto barroco, de una manera muy típica en Canarias. La talla porta al Niño Jesús en su brazo izquierdo, teniendo una rosa de plata y un rosario en la mano derecha. El Niño también sujeta en sus manos un rosario.

## Historia
En 1495 (al año siguiente de la fundación de la ciudad), se produce una reunión de conquistadores en la zona de La Laja que luego se llamaría de San Cristóbal. La situación de los recursos económicos y humanos de los conquistadores castellanos se presentaba muy precaria. Por esta razón extrema, el Adelantado Alonso Fernández de Lugo promete la construcción en ese mismo lugar una capilla votiva a la que pondría bajo la advocación de Nuestra Señora de la Consolación, si su tropa lograba superar tales dificultades.
Esta advocación fue ampliamente difundida por los agustinos y es conocido que, entre los misioneros que acompañaron a los conquistadores, estuvieron dos frailes agustinos: Fray Pedro de Cea y Fray Andrés de Goles, que fueron los que ayudaron al canónigo Alonso de Samarinas en la primera misa que se ofició frente a la Santa Cruz Fundacional. Por esta razón se supone que estos frailes introdujeron tal devoción en la isla con la aprobación de Fernández de Lugo.
Finalizada la conquista de la isla de Tenerife, en 1496, se quiso dar cumplimiento a tal voto y se levantó la prometida capilla. En ella se colocó la pequeña escultura de la Virgen de la Consolación, que es la imagen mariana más antigua de la isla de Tenerife desde que se perdió la antigua imagen de la Virgen de Candelaria en el aluvión de 1826.
Un cronista de la época escribió que: "El culto a la Virgen de la Consolación (se la llegó a considerar “patrona de la población”), debía ya registrar gran predicamento y popularidad, porque consta que esta nueva ermita era espaciosa y contaba incluso con habitaciones para romeros pues acudían a su fiesta en agosto desde otros puntos de la isla. Era fiesta muy celebrada, tanto como la de Candelaria y a ella se obligó a asistir el Cabildo de la isla, lo que habla por sí solo de la importancia que se le concedía."

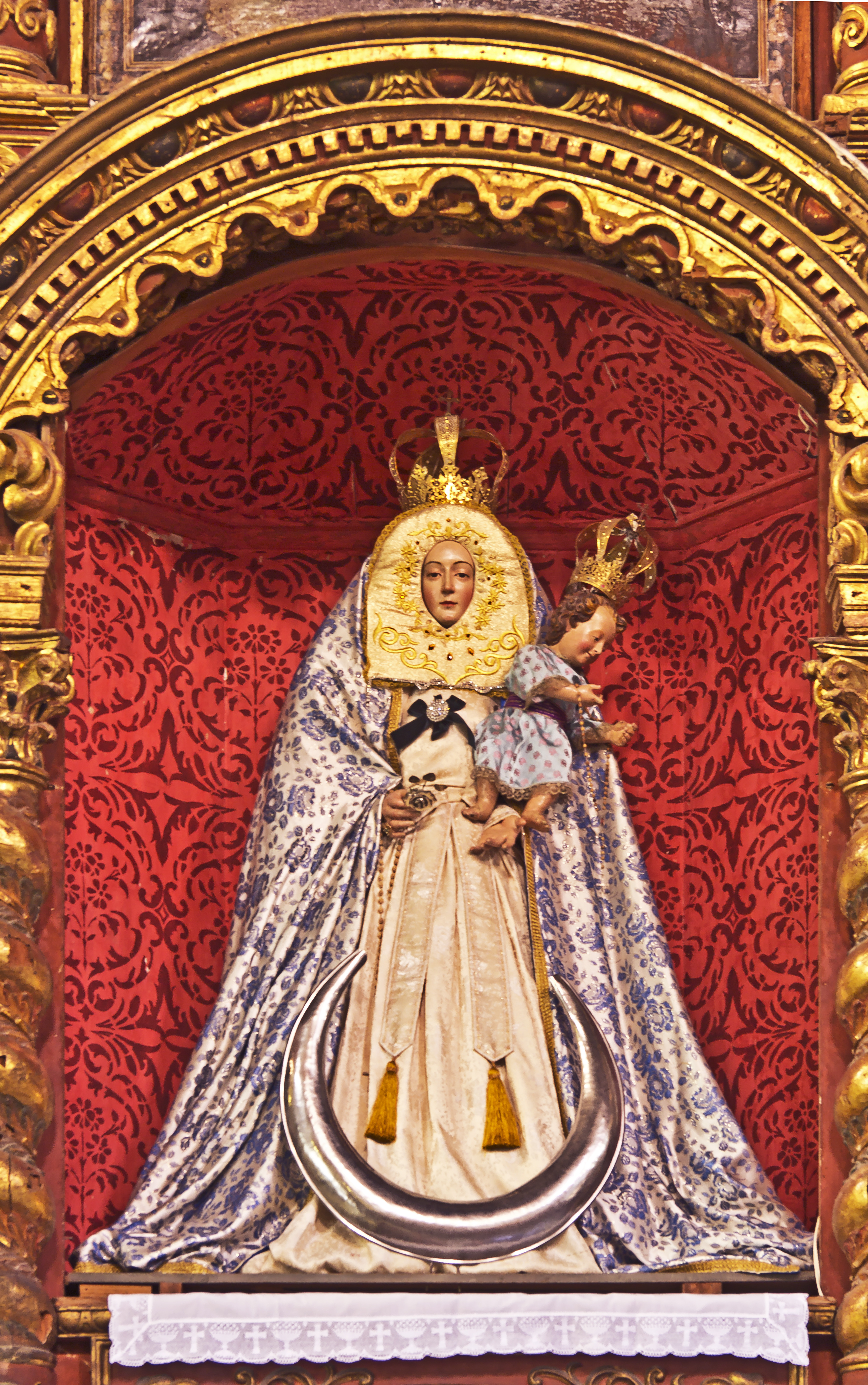
Imagen de la Virgen de la Consolación que se venera en la Parroquia de San Francisco de Asís.

Antonio Rumeu de Armas apuntó que a mediados del siglo XVI, concretamente en 1553, la ermita dependía del monasterio agustino de La Laguna. Desde los años cincuenta del siglo XVI se consideró necesario levantar un fuerte (el Castillo de San Cristóbal) en la costa de Santa Cruz, en la zona ocupada por la Ermita de Nuestra Señora de la Consolación, por lo que suponía un estorbo. En 1570 se pidió licencia al obispo para derribarla y volverla a levantar en otro sitio. En 1573 fue demolida y paralelamente se levantó la nueva, todo a costa del Concejo.
La nueva ermita se situó junto a la zona que hoy ocupa el Teatro Guimerá. El 26 de marzo de 1610, los dominicos tomaron posesión de la Iglesia de Nuestra Señora de la Consolación y establecieron en ella su convento. Esta pequeña iglesia fue transformada en un templo de dos naves. El cambio de la imagen primitiva por la actual de vestir que se encuentra en la Parroquia de San Francisco de Asís, se debió a que la diminuta imagen traída en la conquista no podía ser ataviada con vestidos de tela, salvo que fueran muy transformados. Parece sensato considerar, por lo tanto, que los frailes optaron desde el comienzo por sustituir la efigie primitiva por una de natural estatura, que supusieron más adecuada a las preferencias devocionales barrocas.
Se sabe que en 1619, esta imagen fue llevada en rogativas hasta la ciudad de San Cristóbal de La Laguna (capital por aquella época), debido a la tremenda sequía que afectaba a la zona de Santa Cruz. La imagen fue llevada hasta el Convento de San Miguel de las Victorias (actual Real Santuario del Santísimo Cristo de La Laguna), y desde allí la Virgen de la Consolación se trasladaría junto con el Santísimo Cristo de La Laguna a la Parroquia de Nuestra Señora de los Remedios (actual Catedral de La Laguna) o bien, al Convento de Santa Catalina de Siena.
La desamortización de Mendizábal trajo consigo el cierre de la inmensa mayoría de los conventos, entre ellos en el que se encontraba la imagen de la Virgen de la Consolación. El convento permaneció inicialmente vacío hasta que su solar fue estimado como un emplazamiento adecuado para la construcción del nuevo Mercado y del Teatro Municipal, como así ocurrió. Tras la desamortización, la imagen de la Virgen de la Consolación, su retablo y otras obras de arte pasaron al Convento de San Pedro de Alcántara, perteneciente a la Orden Franciscana (actual Parroquia de San Francisco de Asís). Por su parte, la imagen original de la Virgen fue depositada en la Parroquia Matriz de Nuestra Señora de la Concepción, en donde aún permanece.